# Liste neuseeländischer Wörter und Redewendungen
Neuseeländisches Englisch bezeichnet den englischen Dialekt, der in Neuseeland gesprochen wird. Wie in vielen englischen Sprachenvarianten haben sich im Lauf der Zeit eigene Wörter und Redewendungen gebildet. Dies ist eine Liste solcher Wörter und Redewendungen, wie sie in Neuseeland, aber auch in Australien zu hören sind.

## Typisch neuseeländische Wörter
- arvo: afternoon, Nachmittag, umgangssprachlich, wird aber auch z. B. beim Wetterbericht verwendet: „Heavy rain tomorrow arvo!“
- bach: ein kleines Ferienhaus, normalerweise nahe am Strand, oft nur mit einem oder zwei Räumen und einfach konstruiert. Ausgesprochen wie ‚batch‘. Möglicherweise geht das Wort auf das Kymrische (Welsh, in Wales gesprochene keltische Sprache) zurück, in dem bach die Bedeutung von ‚klein‘ hat. Eine zweite weitläufig anerkannte Erklärung ist, dass es sich um das kleine Haus eines bachelor handelt, das nach der Heirat und dem Umzug in ein größeres Familienhaus zum Ferienhaus umgebaut wurde.
- bugger!: „Mist!“ oder auch „Mistkerl!“, manchmal auch positiv, you little bugger!
- Cheers oder Cheers mate!: „Danke“, „Danke, Kumpel!“ Bei jeder Gelegenheit, zum Busfahrer beim Aussteigen usw. Umgangssprachlich! Auch in Australien weit verbreitet.
- chip, punnet oder pottle: (abhängig von der Region) die Einheit, in der Erdbeeren verkauft werden
- crib: ein anderes Wort für bach, häufig im Süden der Südinsel gebraucht
- dairy: wörtlich ‚Milchladen‘, steht für den „Tante-Emma-Laden um die Ecke“
- The Ditch: Tasmansee; wörtlich: „der Graben“ (der Neuseeland und Australien trennt)
- eh (betont wie im englischen way) am Ende eines Satzes anstatt isn’t it, um die Aussage des Satzes zu unterstreichen, oder anstatt pardon?, wenn man sein Gegenüber nicht verstanden hat
- flatting: zusammen wohnen, eine Wohngemeinschaft bilden
- good as gold: großartig, genau richtig
- Hokey Pokey: Speiseeis, das es nur in Neuseeland und Australien gibt
- jandals: kurz für Japanese Sandals, Flip-Flops
- OE oder Big OE: Überseeerfahrung; gemeint ist eine Zeit, die man im Ausland (meist in Europa und meist zum Arbeiten) verbracht hat (kurz von Overseas Experience).
- Pavlova:  Süßspeise aus Baiser, Schlagsahne und Früchten
- Private Bag: oft in Adressen großer Firmen oder Organisationen zu findende Bezeichnung für Postfach (P. O. Box)
- sweet as: „Prima“, „OK“, „kein Problem“, „kein Thema“, „alles klar“, „ich verstehe“, „hört sich gut an“, „ich bin dabei“ usw.
- ta!: „Danke!“ Noch knapper als Cheers. Wer sich wirklich bedanken will, sollte Thank you (very much) benutzen.
- WOF/Warrant: Bescheinigung über Verkehrstauglichkeit von Kraftfahrzeugen, vergleichbar der deutschen TÜV-Plakette (kurz von Warrant of fitness)

## Wörter der Sprache der Māori
Insbesondere seit der Stärkung der Sprache der Māori haben noch mehr Wörter aus deren Sprache Einzug gehalten in den Wortschatz des neuseeländischen Englisch. Den Umfang der Benutzung dieser Wörter mag von der inneren Nähe zur Kultur der Māori abhängen. Bekannt sind diese Wörter allerdings jedem Neuseeländer, ob Pākehā oder Māori.
Einige davon sind:
- kia ora: „Hallo!“ (wörtlich etwa: „Sei gesund!“)
- hāngī: Eine bestimmte Art, Essen in einem Erdofen zuzubereiten
- iwi: Stamm
- marae: Grundstück oder Dorfplatz, auf dem ein traditionelles Versammlungshaus steht
- Pākehā: Nicht-Māori, insbesondere Neuseeländer mit europäischen Vorfahren. Der Ursprung und die Übersetzung des Wortes sind unsicher.
- Whānau: Familie, Sippe
- kōrero: Gespräch, Diskussion
- hui: Besprechung
- kōhanga reo: Vorschule zum Erlernen der Sprache der Māori (wörtlich „Sprachnest“)
- mana: Eine Kombination aus Autorität, Integrität, Macht und Ansehen (auch im Englischen gebräuchlich)
- haka: ein Kriegstanz, der dadurch bekannt geworden ist, dass ihn die neuseeländische Rugbynationalmannschaft, die All Blacks, vor jedem Spiel aufführt, um den Gegner einzuschüchtern.

Andere Māoriwörter werden von den meisten Neuseeländern verstanden, aber eher selten in der Alltagssprache verwendet.
Beispiele sind:
- aroha: Liebe, Zuneigung
- haere mai: „Herzlich Willkommen“
- hapū: familiär (auch: schwanger)
- ka pai: Super, gut, gut gemacht, das geht
- kai: Nahrung
- tangi: trauern oder eine Trauerzeremonie in einem Marae
- taniwha: Seeungeheuer (Fabelwesen)
- tapu: heilig, geweiht, tabu
- Te Reo: die (Māori-)Sprache (wörtlich: „die Zunge“, „die Stimme“)
- tohunga: Priester, Schamane, Medizinmann
- wairua: Geist, spirituelle Essenz
- whakapapa: Herkunft, Abstammung

Neuseeländer bezeichnen auch die Māori als Volk und im Plural als ‚Māori‘, nicht als ‚Māoris‘. Nur wenige Māori-Wörter haben eine andere Form im Plural.